# 小林信男
小林 信男（こばやし のぶお、1888年10月21日 - 1951年10月16日） は、日本陸軍の軍人。最終階級は陸軍中将。

## 経歴
大阪府出身。地主・小林清四郎の長男として生まれる。緑中学校、陸軍中央幼年学校予科、同校本科を経て、1910年（明治43年）5月、陸軍士官学校（22期）を卒業。同年12月、砲兵少尉に任官し野戦砲兵第17連隊付となる。1916年（大正5年）11月、陸軍野戦砲兵射撃学校（乙種学生）を卒業した。
1917年（大正6年）1月、野戦砲兵射撃学校教官となり、同校教導大隊中隊長、参謀本部付、第14師団参謀、近衛師団参謀などを経て、1926年（大正15年）12月から翌年11月まで陸軍大学校専攻学生として学んだ。1927年（昭和2年）12月、陸軍野戦砲兵学校教官となり、砲兵監部員、野戦砲兵学校教官、砲兵監部員、陸士教官などを歴任し、1935年（昭和10年）8月、砲兵大佐に昇進し野戦砲兵学校教官に就任。支那駐屯砲兵連隊長、山砲兵第27連隊長などを経て、1938年（昭和13年）12月、陸軍少将に進級し野戦砲兵学校幹事となる。
1940年（昭和15年）3月、野戦重砲兵第2旅団長に就任し日中戦争に出征。1941年（昭和16年）8月、陸軍中将に進み太平洋戦争を迎えた。1942年（昭和17年）4月、第60師団長に親補され上海・蘇州の治安警備を担当。1945年（昭和20年）6月、第54軍司令官となり、愛知県新城に在って本土決戦に備えていたが、交戦することなく終戦を迎えた。同年10月、予備役に編入された。
1947年（昭和22年）11月28日、公職追放仮指定を受けた。

## 栄典
位階
- 1911年（明治44年）3月10日 - 正八位[2]
- 1914年（大正3年）2月10日 - 従七位[3]
- 1919年（大正8年）3月20日 - 正七位[4]
- 1924年（大正13年）5月15日 - 従六位[5]
- 1937年（昭和12年）12月28日 - 正五位
- 1942年（昭和17年）1月15日 - 従四位

勲章
- 1941年（昭和16年）4月11日 - 勲二等瑞宝章[6]

## 親族
- 娘婿 今村中（陸軍中佐、戦死）